# Monastero di Vasco
Monastero di Vasco es una localidad y comune italiana de la provincia de Cuneo, región de Piamonte, con 1.249 habitantes.

## Evolución demográfica
| Gráfica de evolución demográfica de Monastero di Vasco entre 1861 y 2001 |
|                                                                          |
| Fuente ISTAT - elaboración gráfica de Wikipedia                          |